# 詹弗兰科·保卢奇
詹弗兰科·保卢奇（義大利語：Gianfranco Paolucci，1934年2月18日—），意大利击剑运动员。他曾代表意大利参加1964年和1968年夏季奥林匹克运动会击剑比赛，其中1964年奥运会收获男子团体重剑的银牌。